# Euphorticus occidentalis
Euphorticus occidentalis är en skalbaggsart som beskrevs av Horn. Euphorticus occidentalis ingår i släktet Euphorticus och familjen jordlöpare. Inga underarter finns listade i Catalogue of Life.